# ATP Marseille
Das ATP-Turnier von Marseille (offiziell Open 13 Provence) ist ein französisches Herren-Tennisturnier. Das auf Hartplatz in der Halle gespielte Turnier wird jährlich im Februar ausgetragen und gehört zur ATP Tour 250, der niedrigsten Kategorie innerhalb der ATP Tour. Die Zahl 13 im Turniernamen nimmt Bezug auf den Code Insee des Départements Bouches-du-Rhône, dessen Hauptstadt Marseille ist.

## Geschichte
Das Turnier wurde 1993 von Ex-Tennisprofi Jean-François Caujolle ins Leben gerufen, der bei jeder bisherigen Ausgabe auch Turnierdirektor war.
Das Turnier findet im Februar parallel zu den Turnieren in Delray Beach und Rio de Janeiro statt und dauert eine Woche. Letzteres gehört zur höher dotierten ATP Tour 500, während das Turnier in Delray Beach auch zur Kategorie 250 gehört.
Veranstaltungsort ist das Palais des Sports de Marseille, das 5.800 Zuschauern Sitzplätze bietet.

## Siegerliste
Rekordsieger sind Thomas Enqvist, Marc Rosset und Jo-Wilfried Tsonga, die das Turnier jeweils dreimal gewinnen konnten. Die letzten Sieger aus Frankreich waren Gilles Simon (2015) und Tsonga (2017).

### Einzel
| Jahr | Sieger                 | Finalgegner           | Finalergebnis   |
| ---- | ---------------------- | --------------------- | --------------- |
| 2025 | Ugo Humbert (2)        | Hamad Međedović       | 7:64, 6:4       |
| 2024 | Ugo Humbert (1)        | Grigor Dimitrow       | 6:4, 6:3        |
| 2023 | Hubert Hurkacz         | Benjamin Bonzi        | 6:3, 7:64       |
| 2022 | Andrei Rubljow         | Félix Auger-Aliassime | 7:5, 7:64       |
| 2021 | Daniil Medwedew        | Pierre-Hugues Herbert | 6:4, 6:74, 6:4  |
| 2020 | Stefanos Tsitsipas (2) | Félix Auger-Aliassime | 6:3, 6:4        |
| 2019 | Stefanos Tsitsipas (1) | Michail Kukuschkin    | 7:5, 7:65       |
| 2018 | Karen Chatschanow      | Lucas Pouille         | 7:5, 3:6, 7:5   |
| 2017 | Jo-Wilfried Tsonga (3) | Lucas Pouille         | 6:4, 6:4        |
| 2016 | Nick Kyrgios           | Marin Čilić           | 6:2, 7:63       |
| 2015 | Gilles Simon (2)       | Gaël Monfils          | 6:4, 1:6, 7:64  |
| 2014 | Ernests Gulbis         | Jo-Wilfried Tsonga    | 7:65, 6:4       |
| 2013 | Jo-Wilfried Tsonga (2) | Tomáš Berdych         | 3:6, 7:66, 6:4  |
| 2012 | Juan Martín del Potro  | Michaël Llodra        | 6:4, 6:4        |
| 2011 | Robin Söderling        | Marin Čilić           | 6:78, 6:3, 6:3  |
| 2010 | Michaël Llodra         | Julien Benneteau      | 6:3, 6:4        |
| 2009 | Jo-Wilfried Tsonga (1) | Michaël Llodra        | 7:5, 7:63       |
| 2008 | Andy Murray            | Mario Ančić           | 6:3, 6:4        |
| 2007 | Gilles Simon (1)       | Marcos Baghdatis      | 6:4, 7:63       |
| 2006 | Arnaud Clément         | Mario Ančić           | 6:4, 6:2        |
| 2005 | Joachim Johansson      | Ivan Ljubičić         | 7:5, 6:4        |
| 2004 | Dominik Hrbatý         | Robin Söderling       | 4:6, 6:4, 6:4   |
| 2003 | Roger Federer          | Jonas Björkman        | 6:2, 7:66       |
| 2002 | Thomas Enqvist (3)     | Nicolas Escudé        | 6:74, 6:3, 6:1  |
| 2001 | Jewgeni Kafelnikow     | Sébastien Grosjean    | 7:65, 6:2       |
| 2000 | Marc Rosset (3)        | Roger Federer         | 2:6, 6:3, 7:65  |
| 1999 | Fabrice Santoro        | Arnaud Clément        | 6:3, 4:6, 6:4   |
| 1998 | Thomas Enqvist (2)     | Jewgeni Kafelnikow    | 6:4, 6:1        |
| 1997 | Thomas Enqvist (1)     | Marcelo Ríos          | 6:4, 1:0 aufgg. |
| 1996 | Guy Forget             | Cédric Pioline        | 7:5, 6:4        |
| 1995 | Boris Becker           | Daniel Vacek          | 6:72, 6:4, 7:5  |
| 1994 | Marc Rosset (2)        | Arnaud Boetsch        | 7:66, 7:64      |
| 1993 | Marc Rosset (1)        | Jan Siemerink         | 6:2, 7:61       |

### Doppel
| Jahr | Sieger                                          | Finalgegner                             | Finalergebnis      |
| ---- | ----------------------------------------------- | --------------------------------------- | ------------------ |
| 2025 | Benjamin Bonzi Pierre-Hugues Herbert            | Sander Gillé Jan Zieliński              | 6:3, 6:4           |
| 2024 | Tomáš Macháč Zhang Zhizhen                      | Patrik Niklas-Salminen Emil Ruusuvuori  | 6:3, 6:4           |
| 2023 | Santiago González Édouard Roger-Vasselin (3)    | Nicolas Mahut Fabrice Martin            | 4:6, 7:64, [10:7]  |
| 2022 | Denys Moltschanow Andrei Rubljow                | Raven Klaasen Ben McLachlan             | 4:6, 7:5, [10:7]   |
| 2021 | Lloyd Glasspool Harri Heliövaara                | Sander Arends David Pel                 | 7:5, 7:64          |
| 2020 | Nicolas Mahut (3) Vasek Pospisil                | Wesley Koolhof Nikola Mektić            | 6:3, 6:4           |
| 2019 | Jérémy Chardy Fabrice Martin                    | Ben McLachlan Matwé Middelkoop          | 6:3, 6:74, [10:3]  |
| 2018 | Raven Klaasen Michael Venus (2)                 | Marcus Daniell Dominic Inglot           | 6:72, 6:3, [10:4]  |
| 2017 | Julien Benneteau (3) Nicolas Mahut (2)          | Robin Haase Dominic Inglot              | 6:4, 6:79, [10:5]  |
| 2016 | Mate Pavić Michael Venus (1)                    | Jonathan Erlich Colin Fleming           | 6:2, 6:3           |
| 2015 | Marin Draganja Henri Kontinen                   | Colin Fleming Jonathan Marray           | 6:4, 3:6, [10:8]   |
| 2014 | Julien Benneteau (2) Édouard Roger-Vasselin (2) | Paul Hanley Jonathan Marray             | 4:6, 7:66, [13:11] |
| 2013 | Rohan Bopanna Colin Fleming                     | Aisam-ul-Haq Qureshi Jean-Julien Rojer  | 6:4, 7:63          |
| 2012 | Nicolas Mahut (1) Édouard Roger-Vasselin (1)    | Dustin Brown Jo-Wilfried Tsonga         | 3:6, 6:4, [10:6]   |
| 2011 | Robin Haase Ken Skupski                         | Julien Benneteau Jo-Wilfried Tsonga     | 6:4, 6:74, [13:11] |
| 2010 | Julien Benneteau (1) Michaël Llodra (3)         | Julian Knowle Robert Lindstedt          | 6:4, 6:3           |
| 2009 | Arnaud Clément (3) Michaël Llodra (2)           | Julian Knowle Andy Ram                  | 3:6, 6:3, [10:8]   |
| 2008 | Martin Damm (3) Pavel Vízner                    | Yves Allegro Jeff Coetzee               | 7:60, 7:5          |
| 2007 | Arnaud Clément (2) Michaël Llodra (1)           | Mark Knowles Daniel Nestor              | 7:5, 4:6, [10:8]   |
| 2006 | Martin Damm (2) Radek Štěpánek (2)              | Mark Knowles Daniel Nestor              | 6:2, 6:74, [10:3]  |
| 2005 | Martin Damm (1) Radek Štěpánek (1)              | Mark Knowles Daniel Nestor              | 7:64, 7:65         |
| 2004 | Mark Knowles Daniel Nestor                      | Martin Damm Cyril Suk                   | 7:5, 6:3           |
| 2003 | Sébastien Grosjean Fabrice Santoro (2)          | Tomáš Cibulec Pavel Vízner              | 6:1, 6:4           |
| 2002 | Arnaud Clément (1) Nicolas Escudé               | Julien Boutter Maks Mirny               | 6:4, 6:3           |
| 2001 | Julien Boutter Fabrice Santoro (1)              | Michael Hill Jeff Tarango               | 7:67, 7:5          |
| 2000 | Simon Aspelin Johan Landsberg                   | Juan Ignacio Carrasco Jairo Velasco Jr. | 7:62, 6:4          |
| 1999 | Maks Mirny Andrei Olchowski (2)                 | David Adams Pavel Vízner                | 7:5, 7:67          |
| 1998 | Donald Johnson Francisco Montana                | Mark Keil T. J. Middleton               | 6:4, 3:6, 6:3      |
| 1997 | Thomas Enqvist Magnus Larsson                   | Olivier Delaître Fabrice Santoro        | 6:3, 6:4           |
| 1996 | Jean-Philippe Fleurian Guillaume Raoux          | Marius Barnard Peter Nyborg             | 6:3, 6:2           |
| 1995 | David Adams Andrei Olchowski (1)                | Jean-Philippe Fleurian Rodolphe Gilbert | 6:1, 6:4           |
| 1994 | Jan Siemerink Daniel Vacek                      | Martin Damm Jewgeni Kafelnikow          | 6:7, 6:4, 6:1      |
| 1993 | Arnaud Boetsch Olivier Delaître                 | Ivan Lendl Christo van Rensburg         | 6:3, 7:6           |